# バケル県
バケル県（バケルけん、Département de Bakel）は、セネガル共和国タンバクンダ州にある県。バケル、ディアワラの2市とバラ郡、ムデリ郡、グディリ郡、ケニャバ郡、キディラ郡からなる。県都はバケル。